# Lac Chavigny
Der Lac Chavigny ist ein See im Norden der Verwaltungsregion Nord-du-Québec in der kanadischen Provinz Québec.
Der See liegt 120 km östlich der Hudson Bay und 100 km nördlich vom Lac Minto im nordwestlichen Teil der Labrador-Halbinsel. Er liegt im Bereich des Kanadischen Schilds auf einer Höhe von 162 m. Der Lac Chavigny hat eine Fläche von 262 km². Er hat eine Nord-Süd-Ausdehnung von 45 km, die Breite beträgt 14 km. Der See wird vom Fluss Rivière Innuksuac in nördlicher Richtung durchflossen. In den zentralen Seeteil ragt die langgestreckte Halbinsel Presqu’île Qikirtaujaaluk in westlicher Richtung hinein.
Im Jahr 1951 erhielt der See seinen Namen in Erinnerung an den Forschungsreisenden François de Chavigny Lachevrotière (1650–1725).